# Micke Dubois – Mycket mer än bara Svullo
Micke Dubois – Mycket mer än bara Svullo är en samlings-DVD utgiven 2006. Den innehåller höjdpunkterna med Micke Dubois (Svullo), till exempel Allt från hemma hos och Den elaka polisen.